# Frankenhöhe-Weg
Der Frankenhöhe-Weg (FAV 035) ist ein Fernwanderweg im fränkischen Teil der Frankenhöhe. Er ist 50 km lang und führt von Steinach b. Rothenburg nach Feuchtwangen. Der größte Teil des Wanderwegs liegt im Naturpark Frankenhöhe.
Markiert wird der Verlauf mit dem Wegzeichen „rotes Kreuz auf weißem Grund“.
Der Wanderweg beginnt in der Windsheimer Bucht bei Steinach und führt den Tiefenbach aufwärts zur Frankenhöhe. Westlich der Altmühl-Quelle verläuft der Weg meist auf dem Bergrücken der Frankenhöhe in südlicher Richtung. Im Wechsel zwischen großen Waldflächen, der sanft hügeligen Landschaft und Siedlungen führt der Weg durch Windelsbach, Schillingsfürst und Dombühl bis nach Feuchtwangen.

## Streckenverlauf
- Steinach bei Rothenburg
- Wildbad bei Burgbernheim (Altmühl-Quelle)
- Windelsbach
- Schillingsfürst (Schloss Schillingsfürst)
- Dombühl
- Feuchtwangen